# Roosevelt University
La Roosevelt University è un istituto privato di alta formazione con sedi autonome nella Chicago Loop e a Schaumberg, nella periferia nordovest. Tiene corsi anche in comunità, scuole e aziende essendo una università a vocazione metropolitana e costituendo una risorsa per le comunità circostanti.
La Roosevelt University offre attualmente 128 programmi di dottorato, master, laurea e abilitazione in arte, scienze, commercio, istruzione e pratica farmaceutica.
L'università comprende:
- una scuola di formazione continua e di studi professionali, l'Evelyn T. Stone College of Professional Studies (già conosciuto come Evelyn T. Stone University College)
- una scuola di musica e teatro, il Chicago College of Performing Arts
- il College of Pharmacy
- la scuola di commercio Walter E. Heller College of Business Administration
- il College of Arts and Sciences
- il College of Education.

## Storia
La scuola fu fondata nel 1945 quando Edward J. Sparling, preside del YMCA College a Chicago, rifiutò di fornire l'elenco dei dati demografici del suo corpo studentesco con il timore che potesse essere alla base di un sistema per limitare nella scuola il numero di neri, ebrei, immigrati e donne. Sparling fu licenziato ed un gruppo di docenti e studenti lo seguì, esprimendosi a favore della fondazione di un nuovo college con una maggioranza di 62 docenti contro 1 e di 488 studenti contro 2. La scuola non aveva biblioteca, sede e dotazioni.